# 이석지
이석지(李釋之, ? ~ ?)는 본관은 영천으로 두문동 72현으로써 고려에 대한 절개를 지킨 인물이다. 1341년 이색과 더불어서 성균시에 급제하였으며, 그 해 진사(進士)가 되었고, 1347년(충목왕 3) 문과에 급제하였다. 그 후 관직을 거쳤으나, 고려가 망하고 조선이 건국되자 두문동에 은거하였다.